# Condado de Troup
O Condado de Troup é um dos 159 condados do Estado americano de Geórgia. A sede do condado é LaGrange, e sua maior cidade é LaGrange. O condado possui uma área de 1 555 km², uma população de 58 779 habitantes, e uma densidade populacional de 55 hab/km² (segundo o censo nacional de 2000). O condado foi fundado em 8 de junho de 1825.